# Teverolaccio
Teverolaccio, è una località del comune di Succivo, provincia di Caserta in Campania.

## Geografia fisica
Il Teverolaccio si trova a nord-ovest del comune, a 500 metri dal centro del paese, è posto sulla pianura campana e caratterizzato da un paesaggio agricolo.

## Storia
Antico borgo medievale, il teverolaccio è composto da: un castello, una torretta, e una chiesa antica.
L'antica torretta fu costruita prima del castello, durante età aragonese, successivamente venne accostato il palazzo, inizialmente costruito come masseria di campagna, nel XVII secolo e successivamente edificato come castello. Fu un'importante zona di controllo per le vie di comunicazione tra Acerra, Aversa, Capua e Napoli.
Nel 1654 diventò proprietà della famiglia Filomarino, successivamente, passò alla famiglia Pignatelli, che ne realizzò il famoso giardino del casale, detto anche giardino dei sensi, negli anni a seguire subì uno stato di profondo abbandono, nel 2010 la zona venne riqualificata.
Nel territorio è presente anche la chiesa di San Sossio edificata nel 1654 dai Filomarino di Napoli.